# NPa Guaíba (P-41)
O NPa Guaíba (P-41)  é uma embarcação da Marinha do Brasil, da Classe Grajaú, que exerce a função de navio-patrulha.

## Missão
Tem como missão a Inspeção Naval, a Patrulha Naval, a Salvaguarda da Vida Humana no Mar, e a Fiscalização das Águas Territoriais Brasileiras.
Sediado no porto brasileiro de Natal, Rio Grande do Norte, atua na área de responsabilidade do 3º Distrito Naval, integrando o Grupamento de Patrulha Naval do Nordeste.
Encomendado em setembro de 1990, como parte do 2º lote de duas unidades da classe, construído no Arsenal de Marinha do Rio de Janeiro, com projeto do estaleiro Vosper-QAF de Singapura.
Foi lançado ao mar em 10 de dezembro de 1993, e incorporado à Armada em 12 de setembro de 1994.

## Origem do nome
É o terceiro navio da Armada com este nome, em homenagem a um rio homônimo que deságua na Lagoa dos Patos no Rio Grande do Sul.
O primeiro barco foi a Escuna Guaíba e o segundo foi o caça-submarino, CS Guaíba (G-3), que atuou na Segunda Guerra Mundial .

## Características
- Deslocamento :197 t (padrão), 217 t (plena carga)
- Dimensões (metros): comprimento 46,5 m; largura 7,5m; calado 2,3m
- Velocidade (nós): 26 (máxima)
- Propulsão: 2 motores diesel MTU 16V 396 TB94 de 2.740 bhp cada
- Combustível: 23 toneladas de capacidade
- Autonomia : 4 000 Km a 12 nós; 10 dias em operação contínua
- Sistema Elétrico: 3 geradores diesel no total de 300 Kw.
- Armamento:
  - 1 canhão Bofors L/70 40mm com 12 km de alcance
  - 2 canhões Oerlikon 20mm com 2 km de alcance, em dois reparos simples.
- Tripulação: 29 homens
- Equipamentos:
  - 1 lancha tipo (RHIB), para 10 homens;
  - 1 bote inflável para 6 homens;
  - 1 guindaste para 620 kg.